# سردار صابرخواجه‌اف
سردار صابرخواجه‌اف (زاده ۱۹۹۴) بازیکن فوتبال ازبکستانی که هم‌اکنون در بنیادکار بازی می‌کند. در تاریخ ۲۶ ژوئیه ۲۰۱۷، باشگاه فوتبال بنیادکار بازگشت سردار صابرخواجه‌اف را اعلام کرد.